# یتیم‌اغلی
یتیم‌اغلی، روستایی است از توابع بخش حاجیلار شهرستان چایپاره در استان آذربایجان غربی ایران.

## جمعیت
این روستا در دهستان حاجیلار شمالی قرار داشته و بر اساس سرشماری سال ۱۳۸۵ جمعیت آن ۱۱۴نفر (۳۰ خانوار) 
بوده است.